# Gołębiewo (województwo warmińsko-mazurskie)
Gołębiewo (niem. Wiersbau, w latach 1928–1945 Taubendorf) – osada w Polsce położona w województwie warmińsko-mazurskim, w powiecie nidzickim, w gminie Kozłowo.
W latach 1975–1998 miejscowość administracyjnie należała do województwa olsztyńskiego.
Obok miejscowości przepływa Lipówka, dopływ Szkotówki.